# Galantis

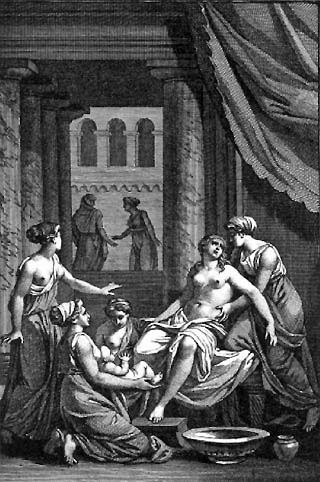
Jean-Jacques-François Le Barbier (1738 - 1826): El nacimiento de Heracles. Al fondo se ve a Lucina castigando a Galantis por haber ayudado a que su ama Alcmena pudiera dar a luz, cosa que intentaba impedir la diosa de los partos por orden de Juno, personaje que en el panteón romano se corresponde con la Hera del griego.

En la mitología griega, Galantis o Galántide  también Galintíade o Galintías  (en griego: Γαλανθίς o Γαλινθιάς; latín: Galanthis o Galinthĭas), era una sirvienta pelirroja de Alcmena, a la que asistió durante el nacimiento de Heracles, engañando así a Hera o a Ilitía. Sea como fuere la muchacha fue metamorfoseada, por su osadía, en una comadreja (mustela en latín).  Es mencionada en dos fuentes tardías. El padre de Galintíade, Preto, de quien poco más se sabe, era el mismo que dio su nombre a una de las siete puertas de Tebas, la Prétide.
Pausanias dice, en cambio, que Hera envió a las Farmácidas («hechiceras» o «brujas»), como eran referidas por lo tebanos, y que estas lograron impedir el nacimiento hasta que Históride o Historis, hija de Tiresias, ideó un truco para engañar a las brujas: dio gritos de júbilo, de manera que lo oyesen, como si Alcmena hubiese dado a luz. Dicen que ellas, engañadas de este modo, se marcharon.

### Ovidio
Había allí una doméstica, de origen plebeyo, Galántide, de rubios cabellos, diligente en el cumplimiento de las órdenes y muy querida por su disposición. Ella notó que algo estaba ocurriendo por obra de la cruel Juno (Hera); y mientras sale y entra muchas veces por la puerta, vio a la diosa sentada en el altar, que mantenía los brazos en torno a las rodillas con los dedos entrelazados, y le dijo: «Seas quien seas, felicita a mi señora; acaba de quedarse aliviada la argólica Alcmena y de ver cumplido su deseo, porque ya es madre». La diosa dueña del útero dio un salto y, despavorida, soltó las manos que llevaba unidas. Yo misma, al soltarse las ligaduras, quedo aliviada. Cuenta la fama que se rio Galántide de su engaño a la divinidad; y que mientras reía, la cruel diosa la agarró por los cabellos, la arrastró y le impidió, a pesar de sus intentos, levantar su cuerpo de la tierra, porque transformó sus brazos en las patas delanteras de un animal. Conserva su antigua laboriosidad y la espalda no ha perdido su color; la forma es distinta de la que tenía anteriormente. Y como había ayudado a una parturienta con una mentira de su boca, pare por la boca; y frecuenta nuestras casas, como hacía antaño». Tras su transformación, Galántide siguió viviendo con Alcmena. Nótese que Ovidio no aclara explícitamente si la «diosa dueña del útero» es Lucina (Ilitía), diosa tutelar de los alumbramientos, o bien la propia Juno. 

### Antonino Liberal
De un tal Preto nació en Tebas una hija, Galintíade. Esta doncella era compañera de juegos y amiga de Alcmena, la hija de Electrión. Cuando llegó el momento en que Alcmena iba a dar a luz a Heracles, las Moiras e Ilitía, para complacer a Hera, mantenían a Alcmena en plenos dolores del parto, impidiendo que cesaran dichos dolores, y permanecían sentadas, con las manos entrelazadas. Galintíade, que temía que su amiga enloqueciera de dolor en tan penoso trance, corrió a anunciar a las Moiras e Ilitía que Alcmena, por voluntad de Zeus, había tenido un hijo varón, y que las prerrogativas de que ellas gozaban habían sido suprimidas. Al oír esta noticia, las Moiras se quedaron estupefactas: soltaron al punto las manos, y, en ese momento, cesaron inmediatamente los dolores de Alcmena y nació Heracles. Las Moiras, por despecho, privaron a Galintíade de su naturaleza de mujer, porque, siendo mortal, había engañado a los dioses; la convirtieron en una comadreja astuta, le asignaron un escondrijo por morada e hicieron sumamente repugnante esta guarida. En efecto, este animal copula por las orejas y da a luz expulsando por la boca el fruto de su vientre. Hécate, a la vista del cambio de aspecto operado en Galintíade, se compadeció, e hizo de la fiera su servidora sagrada. En cuanto a Heracles, cuando hubo alcanzado la edad adulta, en recuerdo del favor que había prestado a su madre, erigió una estatua de Galintíade cerca de su casa y le ofreció sacrificios. Todavía en nuestros días, los tebanos practican esta ceremonia y, antes de la fiesta de Heracles, ofrecen en primer lugar sacrificios a Galintíade.